# Маринов, Николай Александрович
Николай Александрович Маринов (19 мая 1914, Москва — 27 мая 1995, Москва) — учёный-геолог, крупный специалист в области региональной геологии и гидрогеологии, лауреат Сталинской премии (1951), Государственной премии СССР (1986), премии имени Ф. П. Саваренского (1992), премии имени В. А. Обручева (1994).

## Биография
Родился 19 мая 1914 года в Москве.
В 1936 году — окончил Ленинградский горный институт по специальности «Гидрогеология и инженерная геология».
С 1936 по 1940 годы — начальник партии и районный инженер треста «Спецгео».
С 1940 по 1943 годы — главный инженер Дальневосточного геологического управления.
С 1943 по 1954 годы — начальник партии, главный инженер и начальник Восточной геологоразведочной экспедиции Госгеолкома СССР, работавшей в Монголии.
С 1954 по 1965 годы — директор «ВСЕГИНГЕО» (Всесоюзный научно-исследовательский институт гидрогеологии и инженерной геологии).
С 1965 года и до конца жизни — заведующий отделом гидрогеологии ВНИИ «Зарубежгеология», по совместительству заведовал кафедрой гидрогеологии и инженерной геологии в Всесоюзного заочного политехнического института (ВЗПИ).
Умер 27 мая 1995 года.

## Научная и общественная деятельность
На посту директора ВСЕГИНГЕО (1954—1965) добился значительных успехов в организации работы:
- институт стал головным научно-методическим центром в области гидрогеологии в СССР
- получил новое собственное 3-этажное здание на улице Большая Ордынка, 32 в Москве
- после ликвидации Лаборатории гидрогеологических проблем имени Ф. П. Саваренского усилился когортой специалистов из этой лаборатории
- была создана лаборатория изотопной гидрогеологии, которую возглавил В. И. Ферронский
- была подготовлена и издана 50-томная монография «Гидрогеология СССР»
- была разработана методика проведения государственной гидрогеологической съемки и составления карт масштаба 1:1 000 000 — 1:200 000
- Маринов являлся главным редактором «Гидрогеологической карты СССР», изданной в 1964 году

Под его руководством была создана современная лабораторно-экспериментальная база ВСЕГИНГЕО в п. Щемилово, куда впоследствии был переведен весь институт.
В 1963 году было проведено Всесоюзное совещание по гидрогеологии и инженерной геологии под эгидой ВСЕГИНГЕО, где были подведены итоги этих работ в СССР за послевоенный период и намечены задачи будущих исследований.
Являлся руководителем научных изысканий в Монголии: были открыты месторождения угля, солей, руд, разведаны подземные воды для водоснабжения предприятий и населенных пунктов, выявлены источники минеральных вод. За эти работы в 1951 году было присвоено почетное звание Лауреата Государственной премии СССР.
Под его научным руководством и личном участии, изданы «Гидрогеология Монгольской народной республики» (1963), «Гидрогеология исследования МНР» (1967), «Геологическая карта МНР масштаба 1:2 500 000» (1957), «Гидрогеологическая карта МНР масштаба 1:1 500 000» (1973), «Геология МНР» в трех томах (1973—1977) и др.
Редактор одного из томов «Основы гидрогеологии», изданного Сибирским отделением АН СССР, за что получил в 1986 году звание Лауреата Государственной премии СССР.
Работая в последние годы во ВНИИ «Зарубежгеология», организовал авторские коллективы по созданию таких фундаментальных работ, как «Гидрогеология Азии» (1974), «Гидрогеология Африки» (1978), «Гидрогеологические исследования за рубежом» (1982) и другие.

## Награды
- Сталинская премия за выдающиеся изобретения и коренные усовершенствования методов производственной работы третьей степени (в составе группы, в области разведки и добычи полезных ископаемых, за 1951 год) — за открытие и промышленное освоение месторождений полезных ископаемых (месторождение касситерита в Монголии)
- Государственная премия СССР в области науки и техники (в составе группы, за 1986 год) — за монографию «Основы гидрогеологии» в 6 томах (1980—1984)
- Премия имени Ф. П. Саваренского (совместно с Н. И. Толстихиным, Л. И. Флёровой, за 1992 год) — за монографию «Гидрогеология Европы» (в 2-х томах)
- Премия имени В. А. Обручева (совместно с Р. А. Хасиным, за 1994 год) — за монографию «Геология Монгольской Республики» (в трех томах)